# Byker Wall

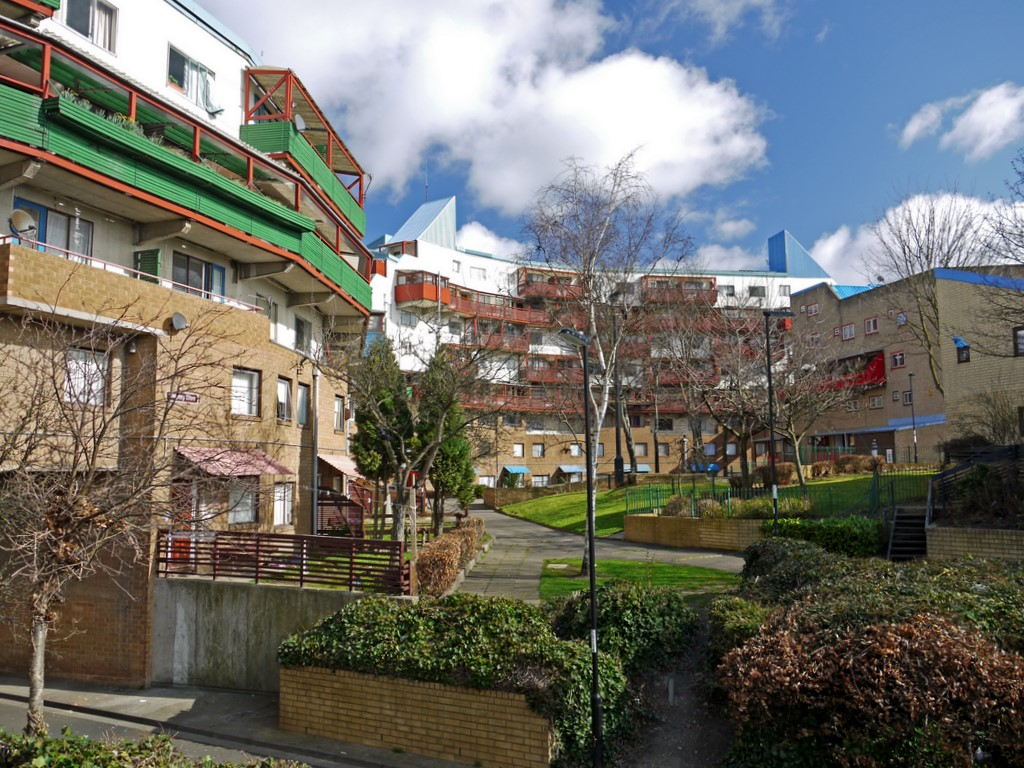

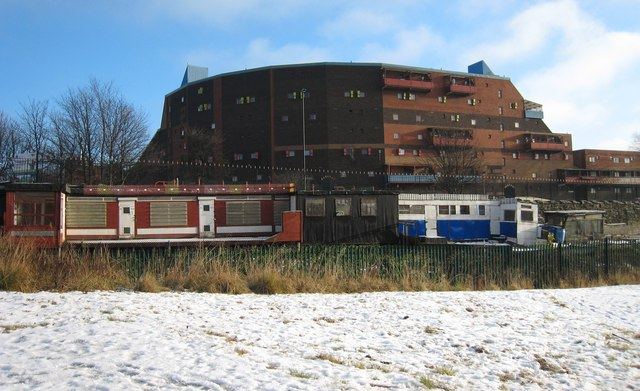

Byker Wall o simplemente ‘Byker’ es un conjunto de viviendas sociales ubicadas en Newcastle upon Tyne, Inglaterra, correspondiente a una remodelación urbana gestada por la gobernación de la ciudad a fines de los años '60 (1968-1981). Fue proyectado por el arquitecto inglés Ralph Erskine, quien junto a su equipo, desarrolló una novedosa metodología que incorporó criterios de participación y conservación de las comunidades preexistentes en el barrio.

## Arquitectura
El proyecto fue pensado para una densidad de 247 personas por hectárea y se caracteriza por un Bloque Perimetral que recorre el total del lado norte del sitio, acogiendo en su interior diversas tipologías de menor altura, desde edificios desarrollados por Erskine y por otros arquitectos colaboradores, hasta edificaciones preexistentes, nunca demolidas, conservando intacto parte del antiguo Byker.

### Bloque Perimetral (Wall Building)

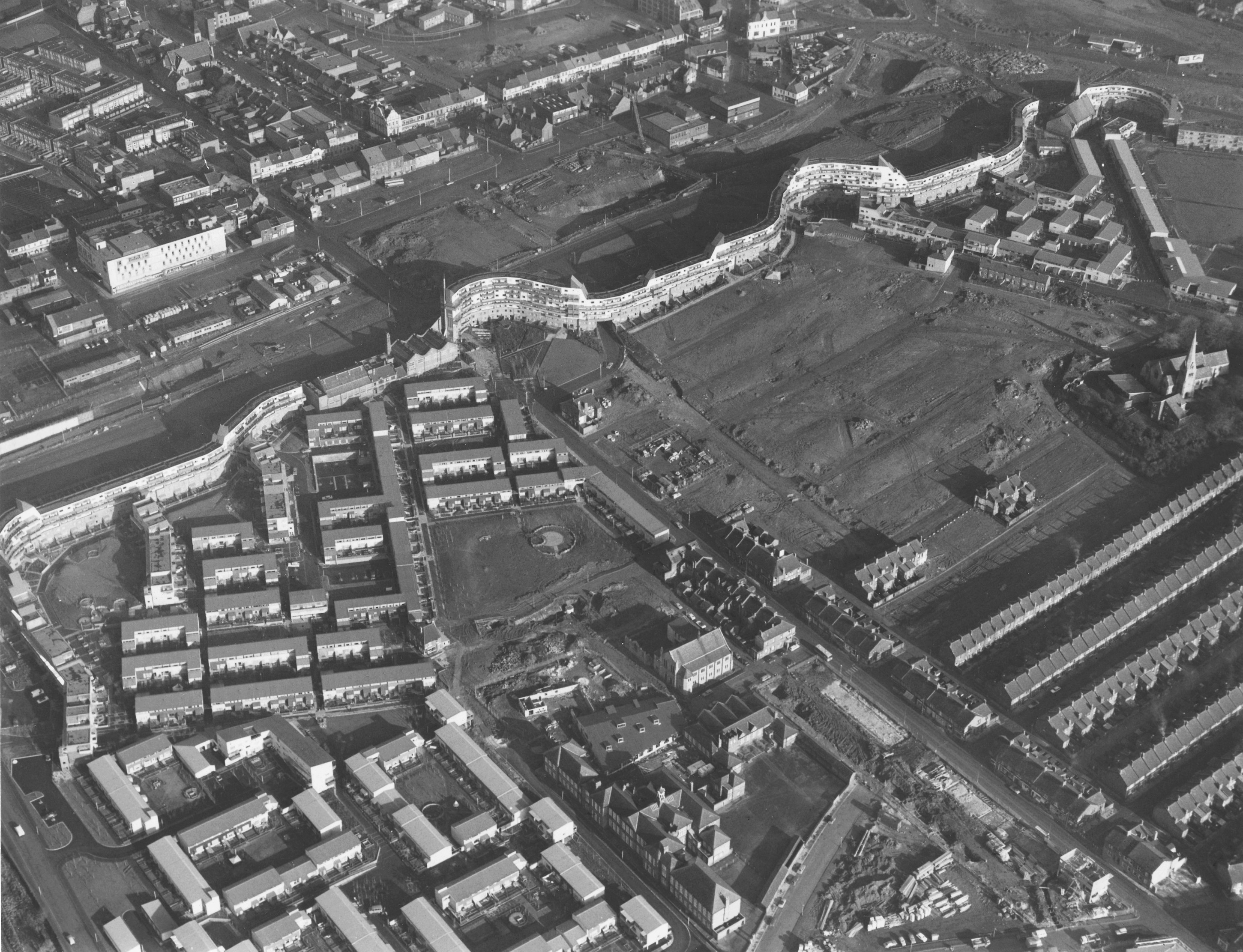

Es un edificio de 1500 metros, atravesado por calles, cuya altura varía entre los 4 y 8 pisos de altura. Tuvo como objetivo trazar una barrera acústica respecto de la autopista que pasaría por el costado del barrio, pero que finalmente nunca se construyó. Esta operación estableció una condición de borde respecto de su interior, dejando las viviendas de menor altura hacia el sur, libres de la sombra proyectada por el edificio perimetral. Su fachada norte tiene dibujado un patrón de ladrillos de diferente color, que unifica el total del muro definiendo la identidad del proyecto. La fachada sur tiene revestimientos en madera y albañilería, y balcones construidos como estructuras añadidas en madera (ver Axonométrica).
La estructura del edificio es de losas y muros de hormigón armado hecho en obra. Las fachadas están construidas con ladrillo de 29x9x9cm, lo que permite una práctica modulación de 30x10cm. Al cuerpo se le añaden estructuras metálicas que soportan balcones, porches y las conexiones entre edificios. Los techos son de aluminio pintado azul, por lo que se puede reconocer con claridad el conjunto desde la vista aérea.

### Casas y edificios de menor altura (Low-Rise Buildings)

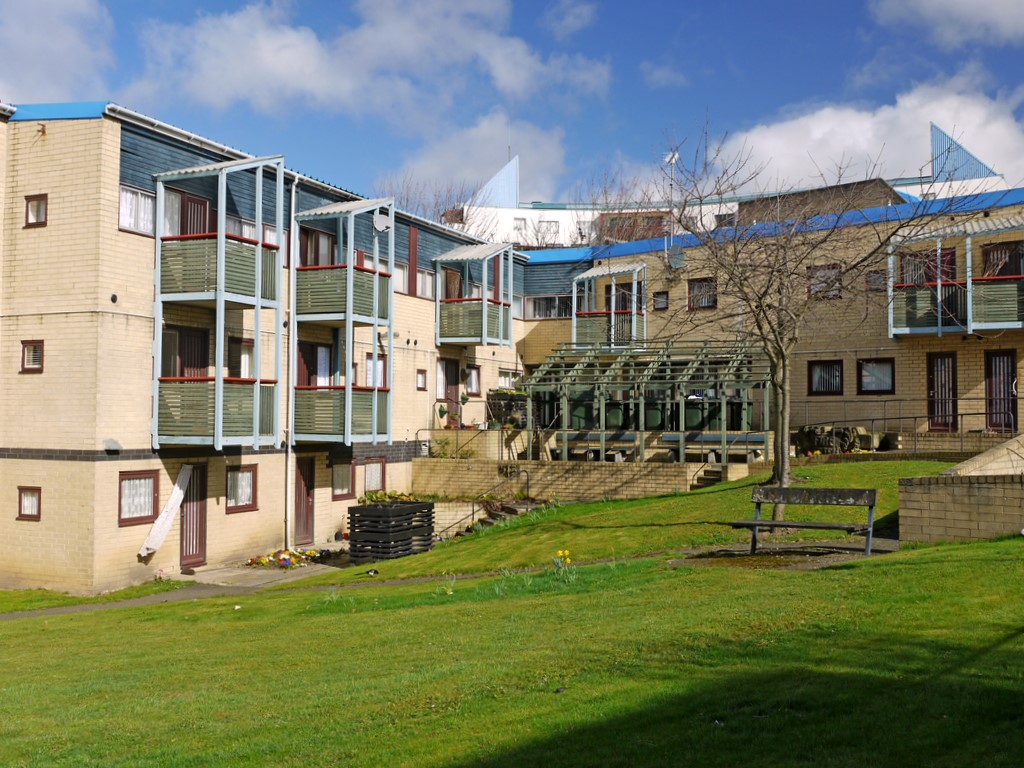

Hacia el interior de Byker coexisten diferentes tipologías de casas, tanto nuevas como preexistentes. Estas han quedado como un vestigio del antiguo Byker, conservando la escala y materialidad del barrio antes de su intervención. Por lo tanto, el barrio logró conservar parte de su estructura laberíntica y escala, oculta detrás del muro perimetral. El diseño de estas casas contempló el uso de materiales como el ladrillo, propio de la arquitectura tradicional inglesa (y del antiguo Byker) y revestimientos en madera, lo cual hace referencia a las arquitectura escandinava, conocida y apreciada por Erskine cuya práctica tenía su base en Suecia.

### Bloques de Conexión (Link Blocks)
Son bloques de mediana altura que conectan el Muro Perimetral con las casas. La conexión se produce mediante pasarelas metálicas elevadas que dan hacia los núcleos verticales donde se concentran las escaleras.

### Genealogía e Influencias

#### Megaestructuras y Movimiento Moderno
-Ville Radieuse (Le Corbusier). En el hecho de concebir varias tipologías, una retranqueada, horizontal.
-Berlín Hauptstadt. Alison & Peter Smithson. Similitud en el muro y una trama interior de otro orden.
-Golden Lane. Alison & Peter Smithson. Similitud morfológica del Edificio Escalonado con 'Tom Collins House' en el sector de Dunn Terrace, dentro de Byker.

#### Identidad Local
-El "Nuevo Empirismo" Sueco y su influencia en Inglaterra. EL proyecto hereda la influencia que tuvo este movimiento en la arquitectura de su autor, Ralph Erskine. Principalmente en el uso de materiales ajenos al material de construcción de la obra gruesa, permitiéndose fachadas revestidas en madera o incluso ladrillos. Por ejemplo, el revestimiento de madera de fachadas exteriores (fachada sur del Bloque Perimetral y fachadas laterales de algunas tipologías de casas) es un rasgo característico de la arquitectura escandinava. Las referencias gráficas, materiales y expresivas, ajena al modernismo tradicional, de arquitectura blanca, es el aporte de esta arquitectura al bloque regular de hormigón. (ver Axonométrica).
-Importancia de la vida de barrio y los aspectos culturales presentes en el lugar. Mantener las tradiciones y costumbres propias del barrio en cuestión.

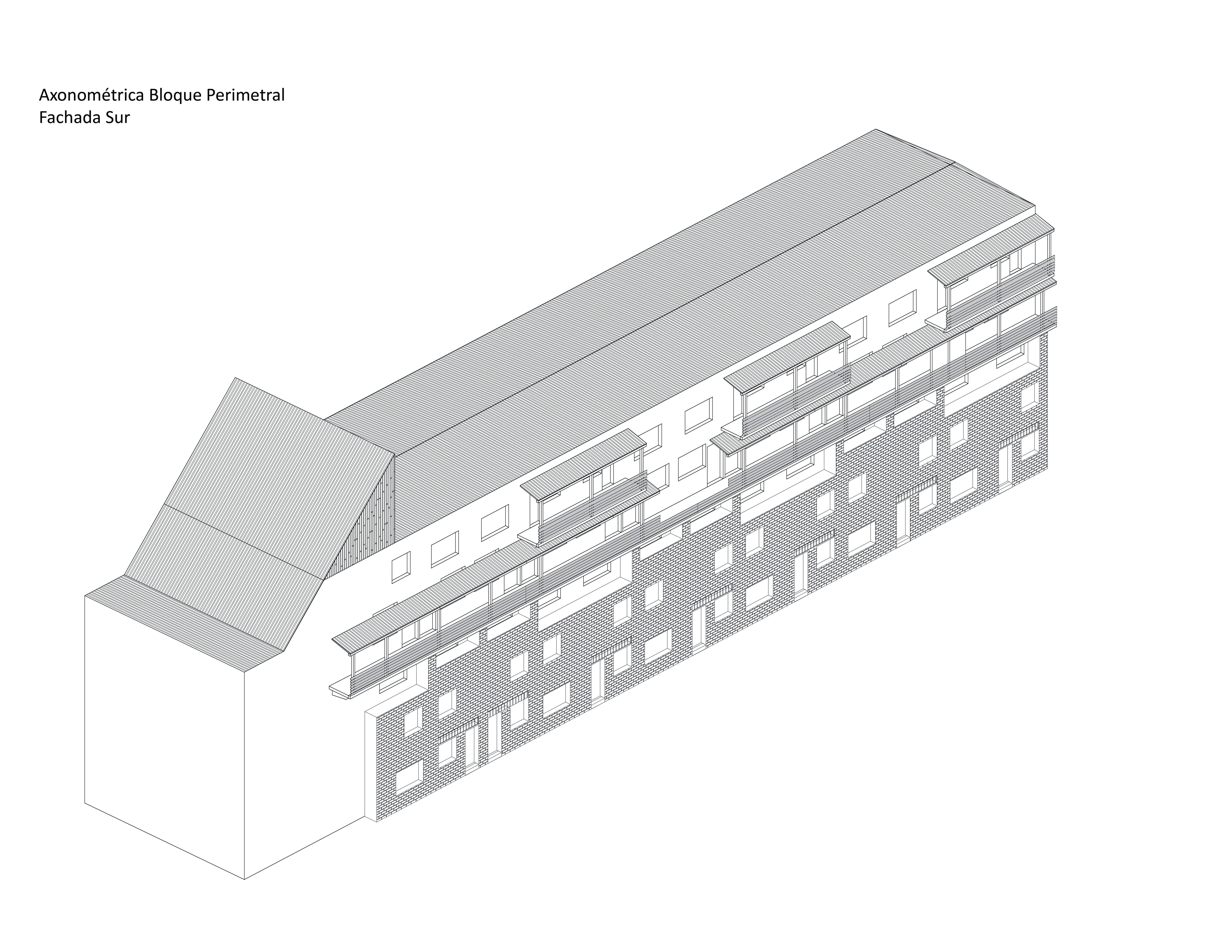
Axonométrica Bloque Perimetral Fachada Sur

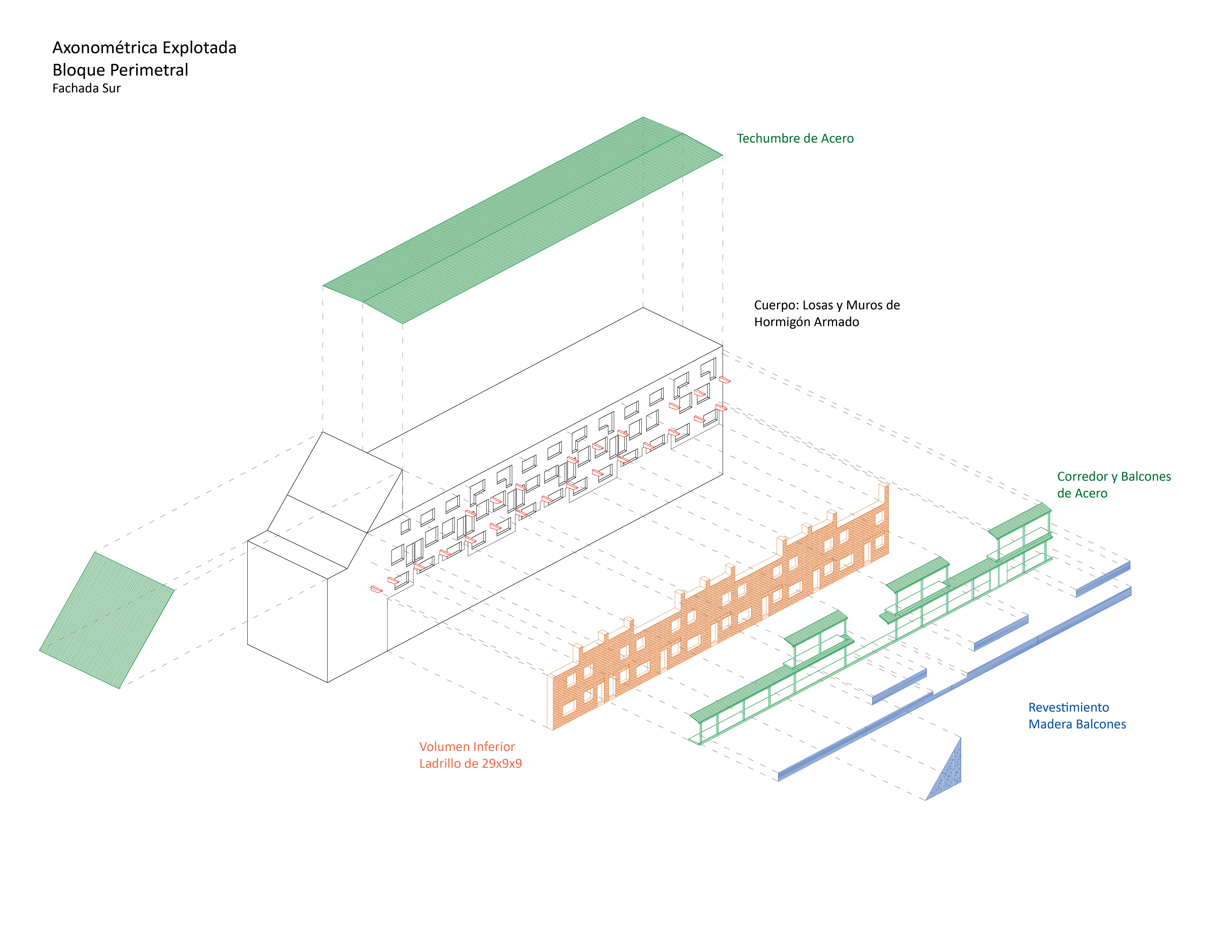
Axonométrica Explotada Bloque Perimetral Fachada Sur

## Origen y Fundamentos
El proyecto se inscribe dentro del marco de mejoramiento de las ciudades europeas post Segunda Guerra Mundial. Byker era un barrio obrero de 17.000 habitantes emplazado al oriente de Newcastle, cuya infraestructura y calidad de vida, asociadas al modelo de vida de la industrialización del siglo XIX, estaban obsoletas. Por esto urgía la creación de viviendas modernas, con las comodidades de acuerdo al Informe Parker Morris (enlace roto disponible en Internet Archive; véase el historial, la primera versión y la última)., como mejor luz, buena ventilación, instalaciones eléctricas y sanitarias nuevas, espacios públicos renovados y áreas verdes. Byker era ya un barrio constituido y bien definido, con una serie de tipologías de casas industriales en albañilería, iglesias, escuelas y otros servicios. Además bien conectado con el centro por una futura autopista y una estación de metro asociada al plan de remodelación.
Luego de 15 años de reclamación de la gente de Byker hacia sus autoridades, la gobernación de Newcastle contrató al arquitecto Ralph Erskine, quien antes de cualquier plan maestro, elaboró un plan de intenciones con los aspectos que a él le parecieron relevantes a tratar.
Su propuesta puso énfasis en la importancia de la conservación del barrio y en la participación de su gente en el proceso, como factores claves a la hora de concebir un proyecto de tal escala y magnitud sobre una comunidad, tratando de prevenir los errores del movimiento moderno. De los cuestionados resultados de la vivienda moderna, en los planes de renovación urbana aplicados mundialmente en la primera mitad del siglo XX, surgió de parte de los arquitectos una postura crítica frente al problema de repoblar una vasta zona de la ciudad. Las políticas de erradicación y la tabula rasa urbana (arrasar con bulldozers el sector) no fueron más un dogma.
Esta postura crítica, se menciona en la introducción al artículo de Peter Malpass en la revista Architects Journal de mayo de 1979.
“La violencia hecha sobre los entornos de algunas personas, en el nombre de la definición de progreso de algunas otras, no podrá nunca ser nunca justificada y hasta que ese hecho sea comprendido por cada miembro de la profesión, continuaremos teniendo la mala opinión de la gente que equivocadamente creemos que estamos ayudando”.

### Planeamiento Urbano
Erskine buscó la manera de reducir el impacto de la renovación urbana en la constitución de barrios o comunidades y sus lazos con el lugar. El proyecto se planificó en pos de crear un medio ambiente grato para vivir, al menor costo para sus residentes.
Modernizaciones basadas en la comunidad (Community-based redevelopments)
Este concepto puso especial atención en el reconocimiento de la estructura de barrios, en la participación ciudadana, en disminuir la brecha arquitecto - usuario, la corresponsabilidad Estado – arquitecto – residente y en la conciencia cívica: cuidar y respetar el barrio de cada uno.
Para hacer efectivo estos nuevos valores en el proyecto, Erskine trazó los objetivos operativos de la intervención:

#### 1. Retener a la comunidad inicial
Impedir su desintegración, que la gente no pierda los lazos afectivos con el lugar: amigos, familia, iglesia, almacenes, hitos reconocibles. Para hacer efectivo esto, se diseñó el proyecto por etapas, de manera de no erradicar a la población por completo, de un golpe, sino que reacomodar a la gente mientras se construía un sector, y una vez que estuviera listo, comenzar con otro. Este factor determinó lo largo de la intervención (13 años).

#### 2. Participación
Involucrar a la gente en el desarrollo del proyecto, lograr que participe efectivamente. Esto se materializó colocando la oficina del arquitecto en medio del barrio (sector de Kendal) y construyendo departamentos pilotos, de manera de producir algún tipo de interacción entre la gente y su futuro hogar.

### Objetivos Arquitectónicos
1. Explotar las características físicas del lugar: la pendiente natural del terreno, la orientación hacia el sol (sur) y las vistas desde la colina Byker.
2. Proveer al barrio de un completo sistema de rutas peatonales, conectando los sectores que conforman Byker: Dunn Terrace, Kendal, Cordon, Avondale, Clydesdale, Chirton, Grace Lee, Ayton, Bolam, Janet Croft y Harbattle (ver plano de ubicación).
3. Otorgar un carácter físico a cada vivienda o edificio mediante el libre uso de materiales expresivos como la madera o el ladrillo, de manera que sus residentes pudiesen identificar e identificarse con su nuevo hogar y no pertenecer a un mismo bloque estándar, sin rasgos que lo diferencien del siguiente.

## Recepción Crítica
La construcción del proyecto tardó 13 años (entre 1968 y 1981). Durante este período hubo problemas económicos, cambios de gobierno y una serie de factores que, según Peter Malpass, determinaron el incumplimiento de los objetivos que Erskine se había trazado inicialmente, entre ellos, no haber retenido la comunidad preexistente. Solo el 25 % de los moradores iniciales se quedaron. Es decir, si en 1960 había 17450 habitantes en Byker, para 1979 había solo 4400. Esto se debió a:
- Factores Económicos: inflación en la industria construcción determinó retrasos en las obras.
- Dificultades Técnicas: cambio de moradores mientras se construía.
- Dilatación del proceso. Cuando se inició, ya habían pasado 15 años de espera para los destinatarios.
Los residentes no lograron tener un rol importante en la gestación del Nuevo Byker. Si bien se podía para los residentes entrar a la oficina local montada por Erskine y para acercar sus inquietudes, esto no ocurrió con la frecuencia deseada y entorpeció muchas veces el trabajo de los arquitectos, perdiendo tardes enteras tratando de entenderse con la gente.
Pese a la negativa apreciación que hace Malpass, para otros críticos como Reyner Banham, Byker es considerado un conjunto relativamente exitoso, considerando su excelente estado de conservación, y calidad de la construcción. Las mejoras del barrio son notables, como la provisión de jardines privados, áreas verdes comunes, estacionamientos, tiendas y comercio de calidad. Previo al proyecto no existían árboles o espacios verdes consolidados, ni tampoco jardines para cada casa. El choque de los materiales que revisten las casas y el Bloque Perimetral resultó ser un éxito tanto para la crítica como para los residentes. Quedó demostrado que la arquitectura moderna no necesitaba de la homogeneidad material o del estuco, sino que la correcta disposición de cada material, con su color, textura, temperatura y reflejos sería un aporte al edificio y a la arquitectura como disciplina en los años posteriores.